# جو کلر
جو کلر (انگلیسی: Joe Clare; ۴ فوریهٔ ۱۹۱۰ – ۲۳ سپتامبر ۱۹۸۷) بازیکن فوتبال اهل بریتانیا بود.
از باشگاه‌هایی که در آن بازی کرده‌است می‌توان به باشگاه فوتبال مارگیت، باشگاه فوتبال لینکولن سیتی، باشگاه فوتبال آرسنال، باشگاه فوتبال نوریچ سیتی و باشگاه فوتبال منچستر سیتی اشاره کرد.